# Contea di Jennings
La contea di Jennings (in inglese Jennings County) è una contea dello Stato dell'Indiana, negli Stati Uniti. La popolazione al censimento del 2000 era di 27 554 abitanti. Il capoluogo di contea è Vernon.